# Snövit (film, 2025)
Snövit (engelska: Snow White) är en amerikansk musikal-, drama- och äventyrsfilm från 2025. Filmen är regisserad av Marc Webb, efter manus av Greta Gerwig och Erin Cressida Wilson. Filmen är samproducerad av Walt Disney Pictures och Marc Platt Productions. Den är baserad på Disneys animerade film Snövit och de sju dvärgarna från 1937, som i sin tur bygger på sagan om Snövit från 1812 av Bröderna Grimm. I rollen som Snövit ses Rachel Zegler, och Gal Gadot spelar den elaka drottningen. Inspelningen ägde huvudsakligen rum vid Pinewood Studios i England från mars till juli 2022. För filmens musik står Benj Pasek och Justin Paul.
Filmen var tidigare planerad att ha premiär den 22 mars 2024, men på grund av skådespelarstrejken i Hollywood 2023 valde man att skjuta fram filmen ett år. Den hade biopremiär i Sverige den 19 mars 2025.

## Handling
Filmen kretsar kring den unga och vackra Snövit som tvingas fly från sin elaka och avundsjuka styvmor, den onda drottningen, och söker skydd hos de sju dvärgarna.

## Rollista (i urval)
| Karaktär                             | Skådespelare                                   | Svensk röst             |
| ------------------------------------ | ---------------------------------------------- | ----------------------- |
| Snövit                               | Rachel Zegler                                  | Amelie Eiding           |
| Onda drottningen                     | Gal Gadot                                      | Frida Modén Treichl     |
| Jonathan (en ny karaktär för filmen) | Andrew Burnap                                  | David Alvefjord         |
| Jägaren                              | Ansu Kabia                                     | John Alexander Eriksson |
| Den magiska spegeln                  | Patrick Page (röst)                            | Johan Schinkler         |
| Kloker                               | Jeremy Swift (röst)                            | Magnus Rongedal         |
| Blyger                               | Tituss Burgess (röst)                          | Joakim Tidermark        |
| Toker                                | Andrew Barth Feldman (röst, även berättarröst) | Carlos Romero           |
| Butter                               | Martin Klebba (röst)                           | Roger Storm             |
| Prosit                               | Jason Kravits (röst)                           | Anton Olofson Raeder    |
| Glader                               | George Salazar (röst)                          | Pablo Cepeda            |
| Trötter                              | Andy Grotelueschen (röst)                      | Joakim Jennefors        |